# Richard Harding Davis
Richard Harding Davis (Filadelfia, 18 aprile 1864 – Mount Kisco, 11 aprile 1916) è stato un giornalista e scrittore statunitense.
Scrittore di narrativa, scrisse anche per il teatro. Il cinema trasse numerose sceneggiature dai suoi libri anche dopo la sua morte avvenuta nel 1916, causata da un attacco cardiaco. Corrispondente di guerra, Harding Davis fu il primo giornalista degli Stati Uniti a coprire la guerra ispano-americana, la seconda guerra boera e la prima guerra mondiale.
Con i suoi scritti, sostenne la carriera politica di Theodore Roosevelt e ricoprì un ruolo fondamentale nell'evoluzione del giornalismo americano. Influenzò anche il mondo della moda e viene accreditato come colui che rese popolare, a cavallo tra l'Ottocento e il Novecento quando gli uomini portavano di preferenza barba e baffi, l'uomo dall'aspetto ben rasato e curato, un modo di presentarsi in società che avrebbe preso piede negli anni a venire.
Si sposò due volte: la prima nel 1889 con l'artista Cecil Clark; la seconda, nel 1912, con la popolare attrice e cantante Bessie McCoy, da cui ebbe una figlia, Hope.
Fu insignito dell'onorificenza giapponese Ordine della Corona Preziosa.

## Biografia
Davis nacque il 18 aprile 1864 a Filadelfia. Sua madre Rebecca Harding Davis (1831-1910) era una scrittrice e giornalista, suo padre Lemuel Clarke Davis era pure lui giornalista. Richard Harding studiò all'Accademia Episcopale e quindi alla Lehigh University e alla Johns Hopkins University. Dovette lasciare entrambe le università per scarso rendimento. Le autorità scolastiche gli chiesero di andarsene perché il giovane privilegiava troppo la sua vita sociale a scapito degli studi.
Suo padre gli trovò lavoro come giornalista al Philadelphia Record da dove venne ben presto licenziato. Il suo stile esuberante e i temi caldi che affrontava, come quelli dell'aborto, delle esecuzioni capitali e del suicidio, vennero invece apprezzati dal New York Evening Sun. Non solo fu assunto, ma gli venne data anche una paga migliore. Nel 1889, seguì con i suoi articoli le devastanti conseguenze di un allagamento a Johnstown, in Pennsylvania e si fece conoscere anche per aver seguito come giornalista nel 1890 l'esecuzione di William Kemmler, il primo condannato alla sedia elettrica.
Diventò capo redattore del Harper's Weekly, una prestigiosa rivista politica newyorkese, e uno dei corrispondenti di guerra più conosciuti della sua epoca. In questa veste, seguì in Sudafrica la seconda guerra boera. Come cittadino statunitense ebbe l'opportunità, essendo gli Stati Uniti un paese neutrale, di poter accedere a notizie di prima mano sia da parte boera che da parte britannica. Davis lavorò come reporter per il New York Herald, The Times e lo Scribner's Magazine.

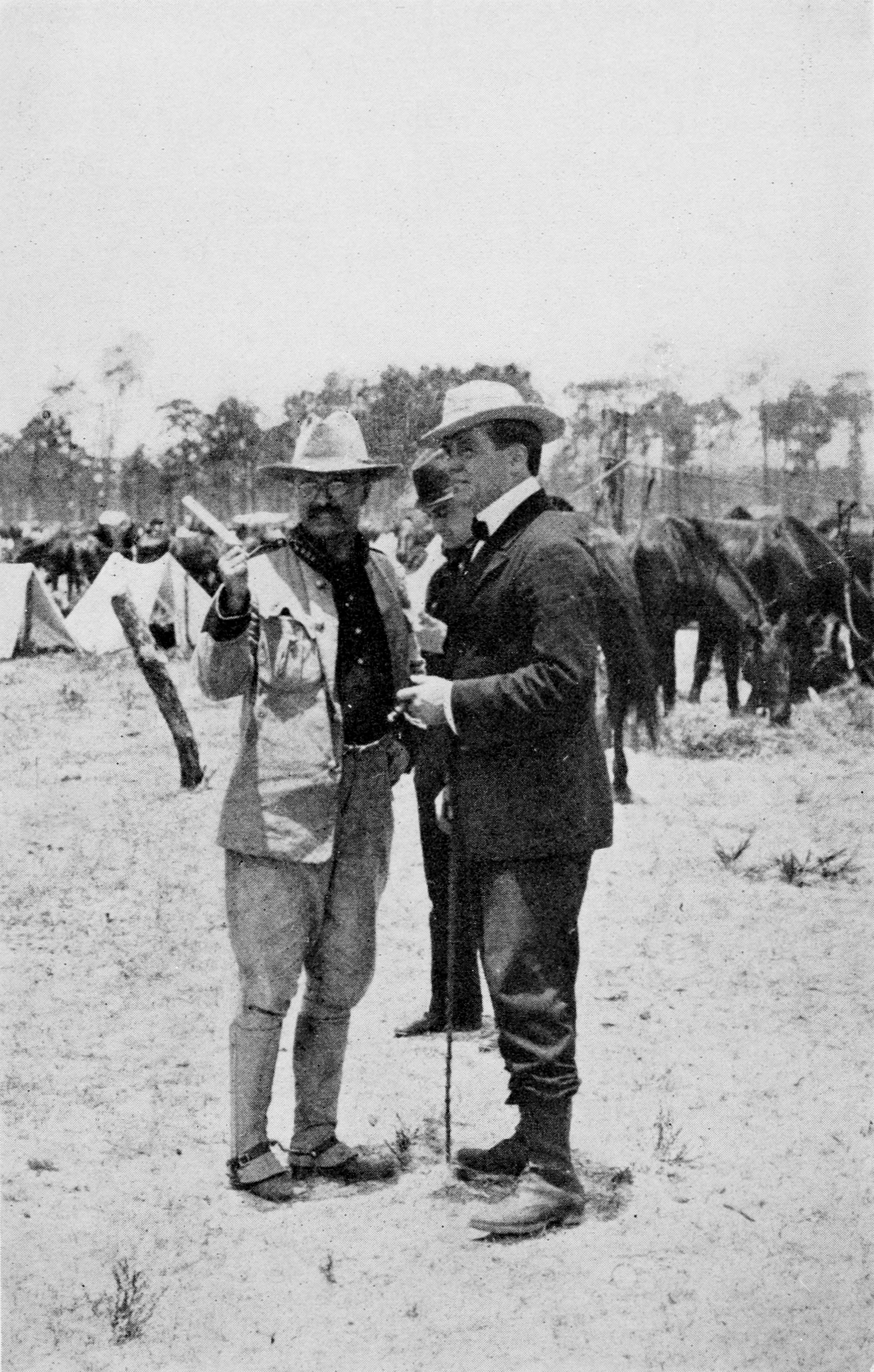
Roosevelt e Harding a Cuba (1898)

La figura di Davis diventò molto popolare anche presso una cerchia di scrittori coevi. Viene considerato il modello per il Gibson Man, il corrispettivo maschile della famosa Gibson Girl, la formosa ragazza americana disegnata dall'illustratore Charles Dana Gibson. Davis viene menzionato all'inizio di Dodsworth, il libro di Sinclair Lewis come esempio di un eroe alla ricerca di eccitanti avventure.
Durante la guerra ispano-americana, Davis si trovava a bordo di una nave da guerra della Marina degli Stati Uniti, quando fu testimone del bombardamento di Matanzas nel corso della battaglia di Santiago de Cuba. Il suo resoconto della battaglia fece scalpore, ma ebbe anche il risultato che la Marina vietò da quel momento ai giornalisti l'accesso a bordo di qualsiasi nave della flotta per il resto della guerra.
Davis contribuì a creare la leggenda che circonda i Rough Riders, il gruppo di combattimento guidato dal futuro presidente Teddy Roosevelt. Il gruppo - di cui faceva parte anche il giornalista John Fox Jr., l'inviato di guerra della Harper's Weekly - nominò Davis suo membro onorario. Davis scrisse articoli dal Centro America, dai Caraibi e dalla Rhodesia e dal Sud Africa durante la seconda guerra boera. Nella guerra cino-giapponese, seguì il conflitto dalla parte delle truppe nipponiche.

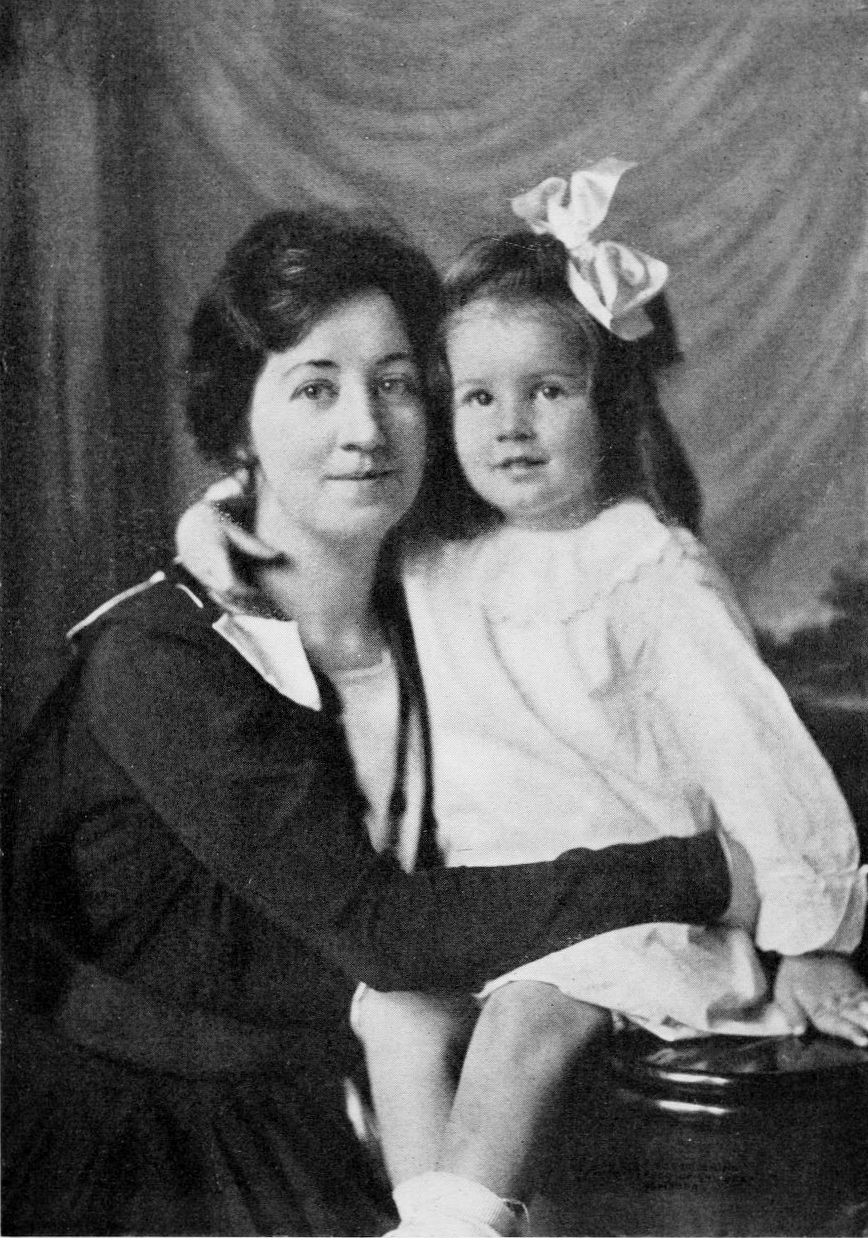
Bessie McCoy e Hope

Il suo romanzo del 1897, Soldiers of Fortune, incontrò un notevole successo, tanto da essere adattato per il cinema in due versioni; la prima nel 1914, Soldiers of Fortune interpretato da Dustin Farnum con la regia di William F. Haddock e un Soldiers of Fortune del 1919 diretto da Allan Dwan con Wallace Beery.

### Vita privata
Sposato due volte, ebbe una sola figlia, Hope. La seconda moglie, sposata nel 1912, era Bessie McCoy, una stella del vaudeville che aveva lavorato con Florenz Ziegfeld e che era universalmente conosciuta come The Yama Yama Girl, soprannome che le derivava da una sua celebre canzone.
Davis morì quattro anni dopo il matrimonio con Bessie McCoy per un attacco di cuore, l'11 aprile 1916, sette giorni prima del suo cinquantaduesimo compleanno.

## Romanzi e opere di Richard Harding Davis
- Stories for Boys (1891)
- Cinderella and Other Stories (1891)
- Gallegher, and Other Stories (1891)
- The West from a Car Window (1892)
- Van Bibber and Others (1892)
- The Rulers of the Mediterranean (1893)
- The Exiles, and Other Stories (1894)
- Our English Cousins (1894)
- About Paris (1895)
- The Princess Aline (1895)
- Three Gringos in Central America and Venezuela (1896)
- Soldiers of Fortune (1897)
- Cuba in War Time (1897)
- Dr. Jameson's Raiders vs. the Johannesburg Reformers (1897)
- A Year From a Reporter's Note-Book (1898)
- The King's Jackal (1898)
- The Cuban & Porto Rican Campaigns (1899)
- The Lion and the Unicorn (1899)
- With Both Armies (1900)
- Ranson's Folly (1902)
- Soldiers of Fortune (1902)
- Captain Macklin: His Memoirs (1902)
- The Bar Sinister (1903)
- Real Soldiers of Fortune (1906)
- The Congo and coasts of Africa (1907)
- The Scarlet Car (1906)
- Vera, the Medium (1908)
- The White Mice (1909)
- Once Upon A Time  (1910)
- Notes of a War Correspondent (1910)
- The Lost Road and Other Stories (1913)
- Peace Manoeuvres; a Play in One Act (1914)
- The Boy Scout (1914)
- With the Allies (1914)
- With the French in France and Salonika (1916)
- The Man Who Could Not Lose (1916)

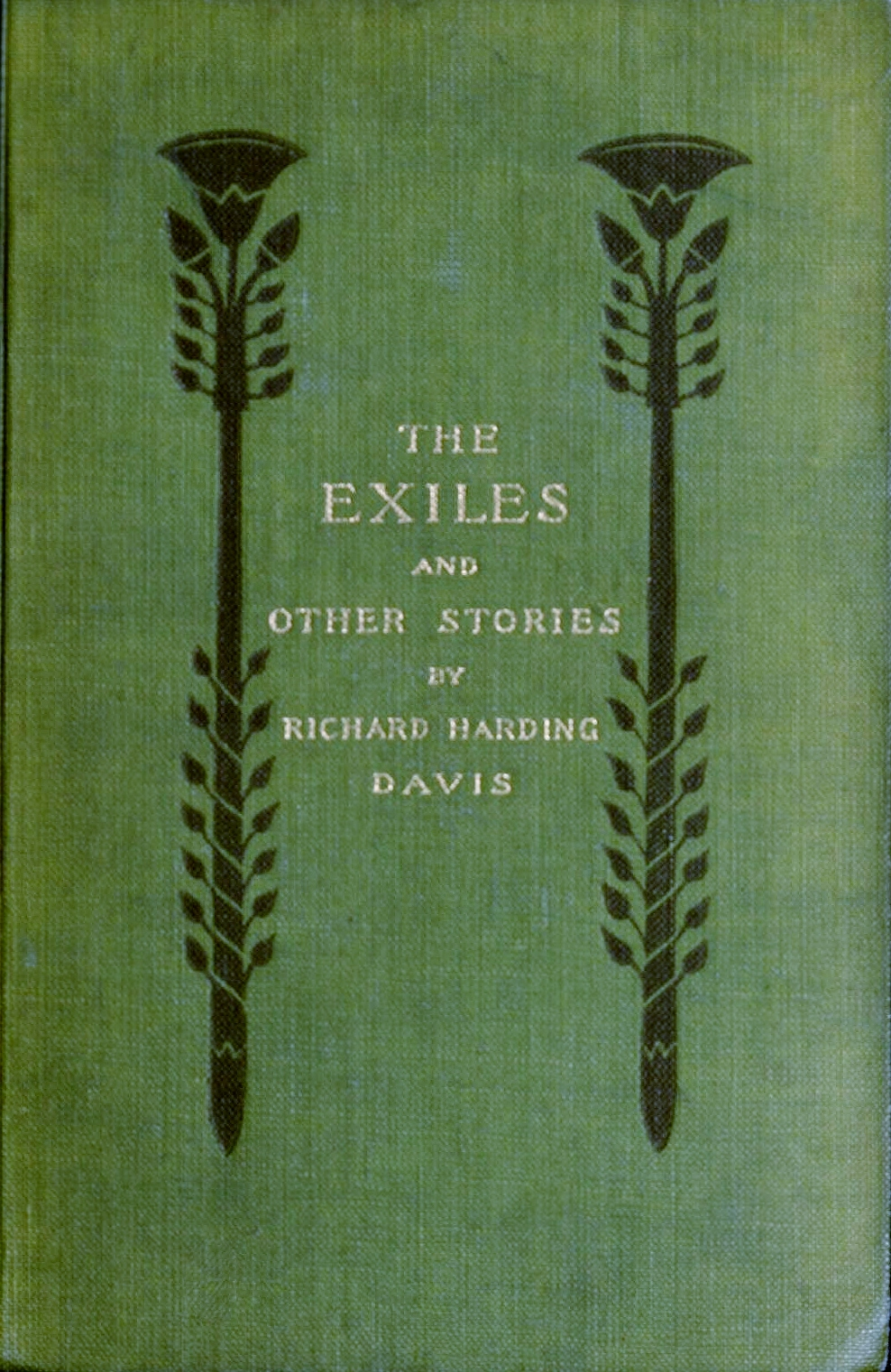
The Exiles, and Other Stories (1894)
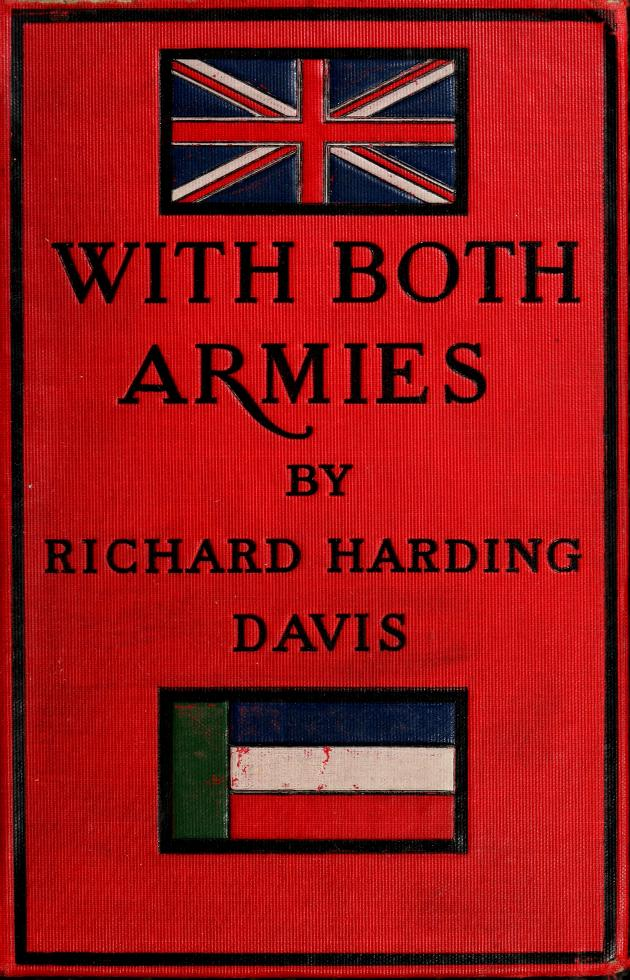
With Both Armies (1900)
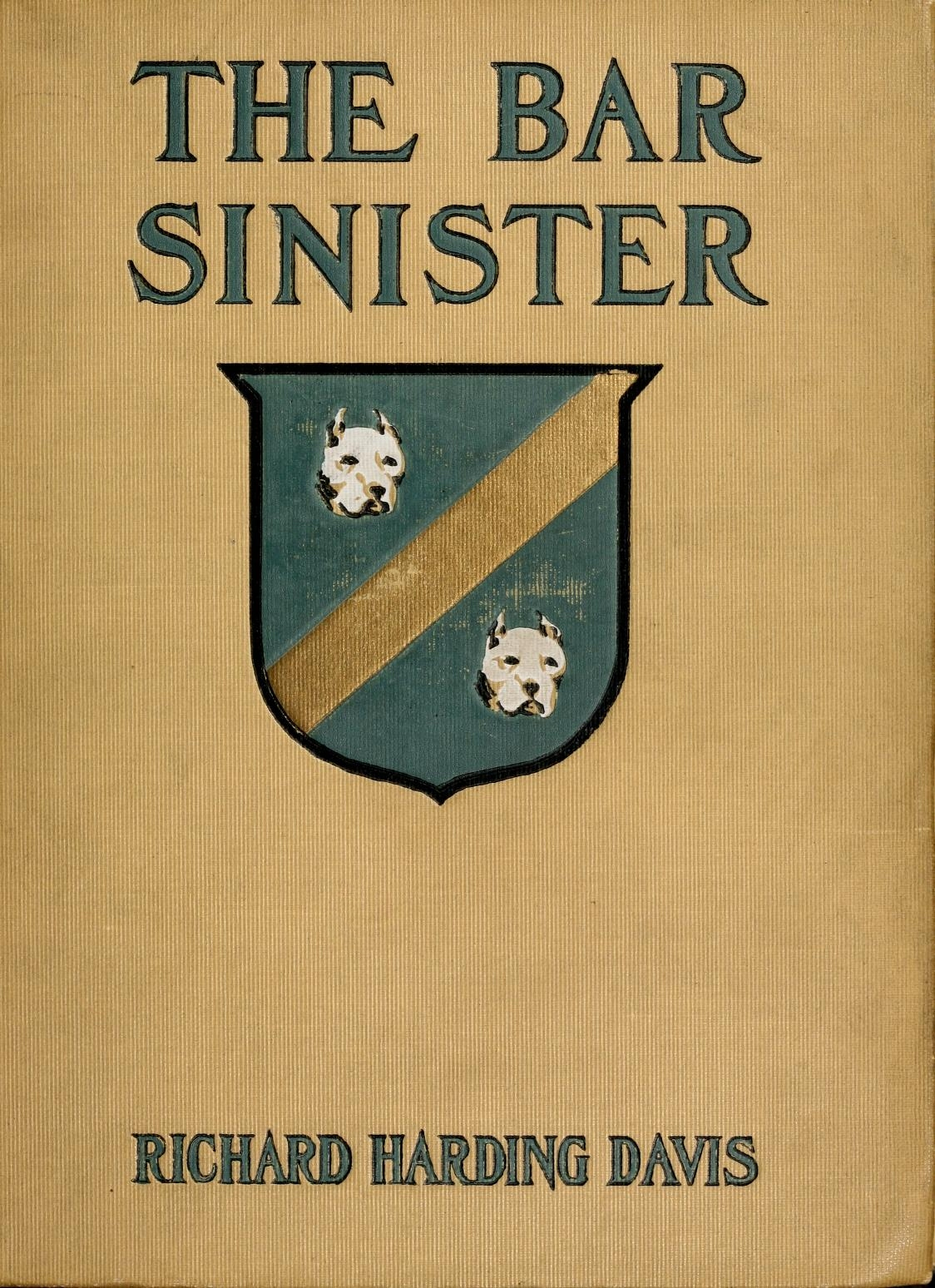
The Bar Sinister (1903)
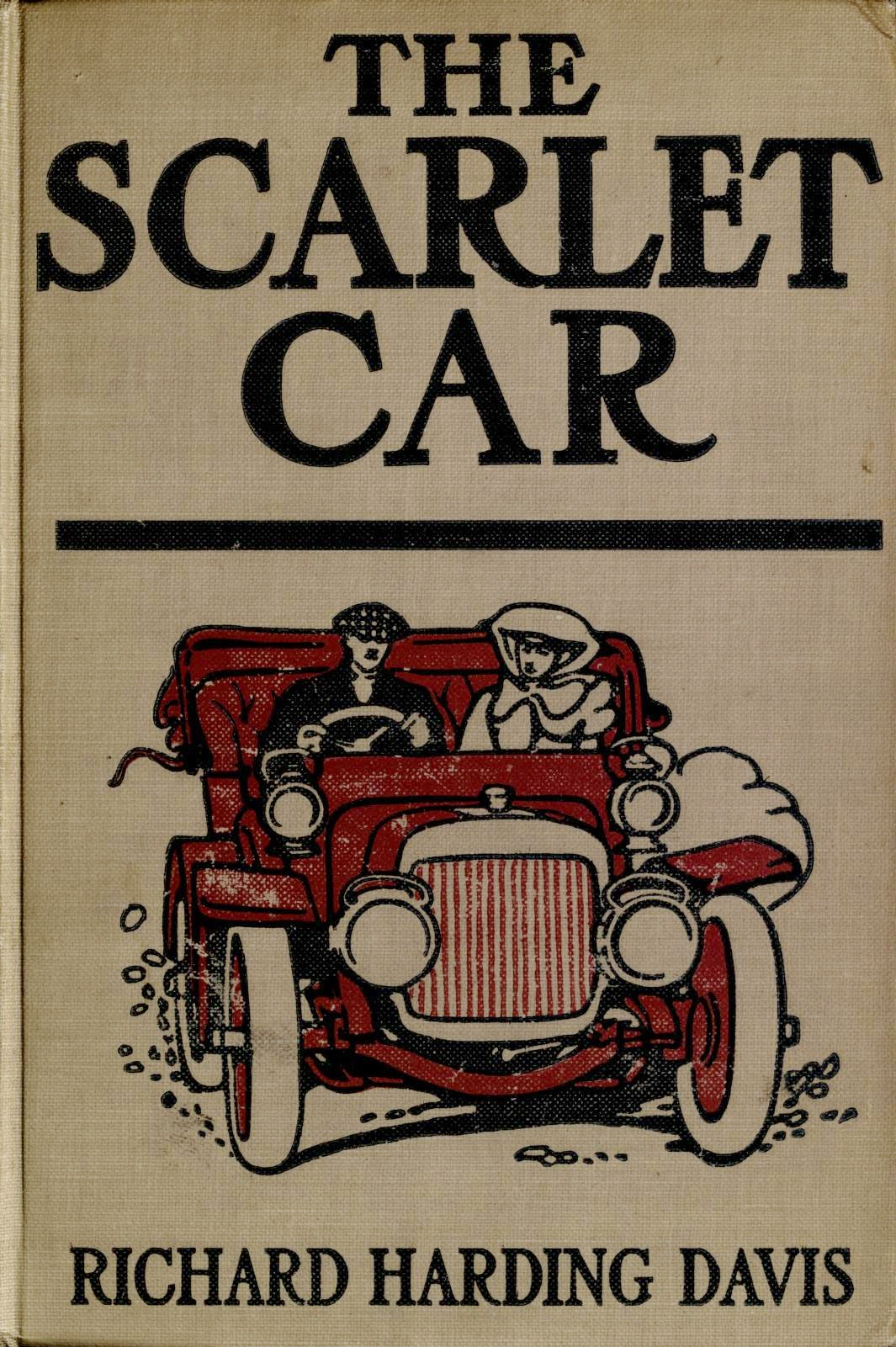
The Scarlet Car (1906)
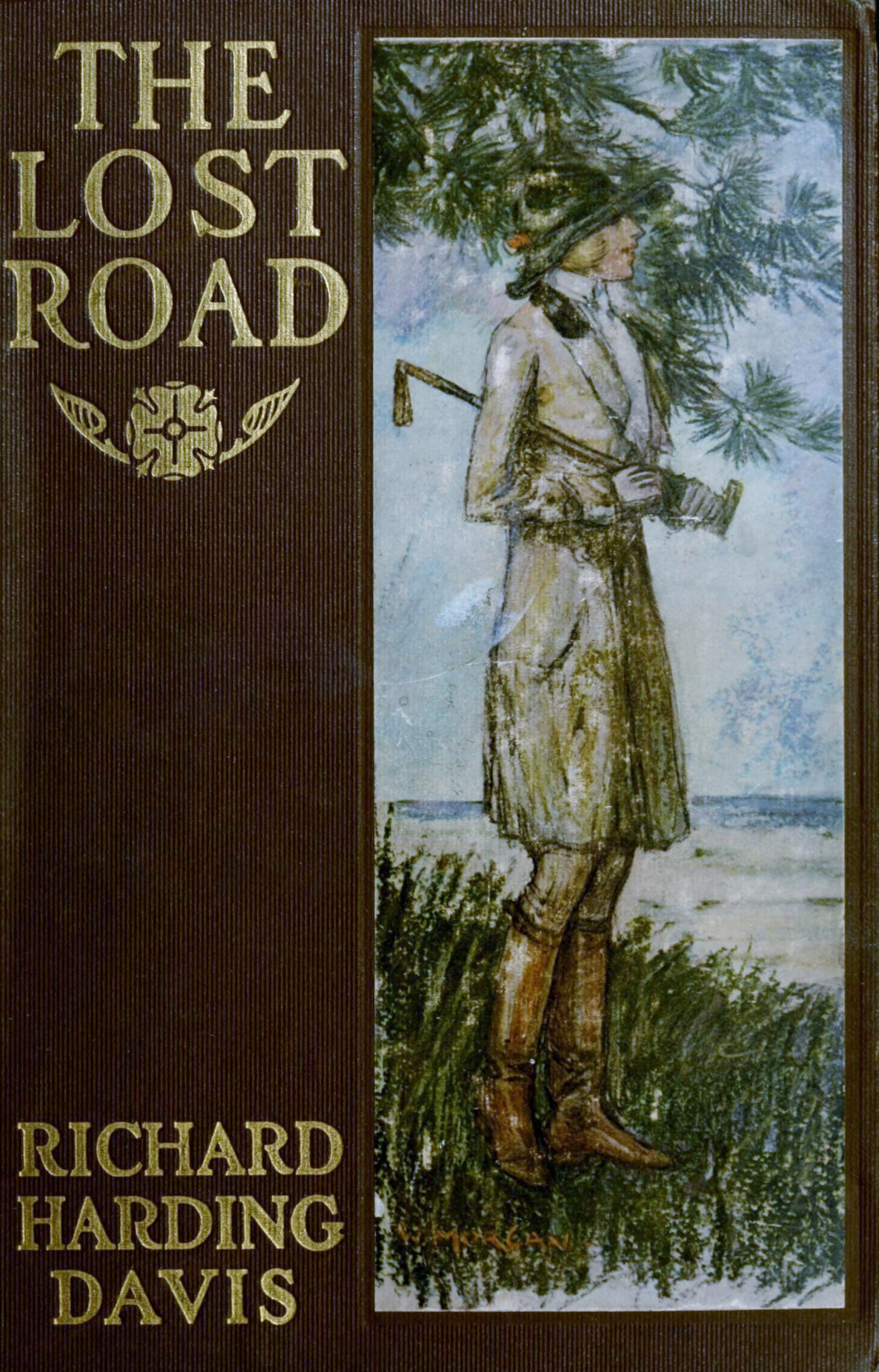
The Lost Road and Other Stories (1913)

## Spettacoli teatrali
- The Littlest Girl
- The Taming of Helen (Broadway, 30 marzo 1903)

## Filmografia
La filmografia - ripresa da IMDb - è completa. Quando manca il nome del regista, questo non viene riportato nei titoli.

### Cinema
- Ranson's Folly, regia di Edwin S. Porter - romanzo, cortometraggio (1910)
- Her First Appearance, regia di Edwin S. Porter e Ashley Miller - cortometraggio (1910)
- Gallegher, regia di Ashley Miller - storia, cortometraggio (1910)
- An Eventful Evening - storia, cortometraggio (1911)
- The Disreputable Mr. Raegen - storia, cortometraggio (1911)
- How the Hungry Man Was Fed - storia, cortometraggio (1911)
- The Wager and the Wage Earners - storia, cortometraggio (1911)
- Van Bibber's Experiment, regia di Ashley Miller - storia, cortometraggio (1911)
- How Sir Andrew Lost His Vote, regia di Ashley Miller - storia, cortometraggio (1911)
- Eleanor Cuyler - storia, cortometraggio (1912)
- Soldiers of Fortune, regia di William F. Haddock - romanzo Soldiers of Fortune (1914)
- The Man Who Could Not Lose, regia di Carlyle Blackwell - romanzo (1914)
- The Amateur Detective, regia di Carroll Fleming (1914)
- The Lost House, regia di Christy Cabanne - storia (1915)
- Captain Macklin, regia di John B. O'Brien - romanzo Captain Macklin: His Memoirs (1915)
- The Dictator, regia di Oscar Eagle - lavoro teatrale (1915)
- The Galloper, regia di Donald MacKenzie - lavoro teatrale (1915)
- Ranson's Folly, regia di Richard Ridgely - dal romanzo e dal lavoro teatrale (1915)
- Playing Dead, regia di Sidney Drew - storia (1915)
- The Buried Treasure of Cobre, regia di Frank Beal - cortometraggio, sceneggiatura (1916)
- Somewhere in France, regia di Charles Giblyn - romanzo (1916)
- Vera, the Medium, regia di Gilbert M. 'Broncho Billy' Anderson - romanzo (1917)
- The Boy Who Cried Wolf, or The Story of a Boy Scout, regia di Edward H. Griffith - storia (1917)
- Billy and the Big Stick, regia di Edward H. Griffith - storia (1917)
- Gallegher , regia di Ben Turbett - storia (1917)
- The Scarlet Car, regia di Joseph De Grasse - romanzo (1917)
- The Trap, regia di Frank Reicher - storia (1919)
- Soldiers of Fortune, regia di Allan Dwan - romanzo Soldiers of Fortune (1919)
- The Men of Zanzibar, regia di Rowland V. Lee - storia (1920)
- Restless Souls, regia di Robert Ensminger - storia (1922)
- The Dictator, regia di James Cruze - lavoro teatrale (1922)
- The Scarlet Car, regia di Stuart Paton - storia Adventures of the Scarlet Car (1923)
- The Exiles, regia di Edmund Mortimer - storia (1923)
- Stephen Steps Out, regia di Joseph Henabery - storia The Grand Cross of the Desert (1923)
- Cupid's Fireman, regia di William A. Wellman - storia Andy M'Gee's Chorus Girl (1923)
- The Fight, regia di George Marshall - storia (1924)
- Honor Among Men, regia di Denison Clift - romanzo The King's Jackal (1924)
- White Mice, regia di Edward H. Griffith - storia (1926)
- The Mad Racer, regia di Benjamin Stoloff - cortometraggio, storia (1926)
- Avventura di una notte (Ranson's Folly), regia di Sidney Olcott - storia (1926)
- A Fool and His Honey, regia di Orville O. Dull - storia (1927)
- Four Faces West, regia di Orville O. Dull - storia (1927)
- Almost Human, regia di Frank Urson - storia The Bar Sinister (1927)
- Hot House Hazel, regia di Orville O. Dull - storia (1928)
- The Kiss Doctor, regia di Orville O. Dull - storia (1928)
- Too Many Cookies, regia di Orville O. Dull - storia (1928)
- T. Bone for Two, regia di Orville O. Dull - storia (1928)
- A Knight of Daze, regia di Billy West - storia (1928)
- His Favorite Wife, regia di Orville O. Dull - storia (1928)
- It's a Dog's Life, regia di Herman Hoffman - storia (1955)

### TV
- The Other Woman episodio di The Schaefer Century Theatre - storia (1952)
- The Reporter Who Made Himself King episodio di Your Favorite Story - storia (1954)
- The Moving Finger episodio di Your Favorite Story - storia (1954)
- The Man Who Inherited Everything episodio di General Electric Theater - storia (1957)
- In the Fog episodio di Matinee Theatre - storia (1957)
- Gallegher Goes West: Crusading Reporter episodio tv di Disneyland (1965-1968) - romanzo Gallegher (1966)
- Gallegher Goes West: Tragedy on the Trail episodio tv di Disneyland (1965-1968) - romanzo Gallegher (1967)
- Gallegher Goes West: Trial by Terror episodio tv di Disneyland (1965-1968) - romanzo Gallegher (1967)
- The Mystery of Edward Sims: Part 1 episodio tv di Disneyland (1965-1968) - romanzo Gallegher (1968)
- The Mystery of Edward Sims: Part 2 episodio tv di Disneyland (1965-1968) - romanzo Gallegher (1968)